# Saut en longueur masculin à la Ligue de diamant 2012
Navigation
2011
Le concours du saut en longueur masculin de la Ligue de diamant 2012 se déroule du 11 mai au 7 septembre 2012. La compétition fait successivement étape à Doha, Rome, New York, Londres, Monaco, Birmingham et Bruxelles.

## Calendrier
| Date               | Meeting                         | Ville      | Pays        |
| ------------------ | ------------------------------- | ---------- | ----------- |
| 11 mai 2012        | Qatar Athletic Super Grand Prix | Doha       | Qatar       |
| 31 mai 2012        | Golden Gala                     | Rome       | Italie      |
| 9 juin 2012        | Meeting de New York             | New York   | États-Unis  |
| 13-14 juillet 2012 | London Grand Prix               | Londres    | Royaume-Uni |
| 20 juillet 2012    | Meeting Herculis                | Monaco     | Monaco      |
| 26 août 2012       | Aviva Birmingham Grand Prix     | Birmingham | Royaume-Uni |
| 7 septembre 2012   | Mémorial Van Damme              | Bruxelles  | Belgique    |

## Résultats
| Date | Meeting    | 1er                          | 1er   | 2e                           | 2e    | 3e                           | 3e    |
| --- | ---------- | ---------------------------- | ----- | ---------------------------- | ----- | ---------------------------- | ----- |
| 11 mai 2012 | Doha       | Aleksandr Menkov 8,22 m      | 4 pts | Godfrey Mokoena 8,10 m       | 2 pts | Ndiss Kaba Badji 8,04 m      | 1 pt  |
| 31 mai 2012 | Rome       | Greg Rutherford 8,32 m       | 4 pts | Godfrey Mokoena 8,20 m       | 2 pts | Aleksandr Menkov 8,17 m      | 1 pt  |
| 9 juin 2012 | New York   | Mitchell Watt 8,16 m (MR)    | 4 pts | Fabrice Lapierre 8,14 m (SB) | 2 pts | George Kitchens 7,88 m       | 1 pt  |
| 13-14 juillet 2012 | Londres    | Mitchell Watt 8,28 m (SB)    | 4 pts | Chris Tomlinson 8,26 m (SB)  | 2 pts | Godfrey Mokoena 8,24 m       | 1 pt  |
| 20 juillet 2012 | Monaco     | Irving Saladino 8,16 m (SB)  | 4 pts | Mitchell Watt 8,12 m         | 2 pts | Christopher Tomlinson 8,01 m | 1 pt  |
| 26 août 2012 | Birmingham | Aleksandr Menkov 8,18 m      | 4 pts | Christian Taylor 7,95 m      | 2 pts | Greg Rutherford 7,88 m       | 1 pt  |
| 7 septembre 2012 | Bruxelles  | Aleksandr Menkov 8,29 m (PB) | 8 pts | Sergey Morgunov 8,04 m       | 4 pts | Godfrey Mokoena 8,03 m       | 2 pts |
| Records et Performances - AR : Record continental (area record) - CR : Record des championnats (championship record) - MR : Record du meeting (meet record) - NR : Record national (national record) - OR : Record olympique (olympic record) - PR : Record paralympique (paralympic record) - PB : Record personnel (personal best) - SB : Meilleure performance personnelle de la saison (season's best) - WL : Meilleure performance mondiale de l'année (world leader) - WJR : Record du monde junior (world junior record) - WR : Record du monde (world record) Circonstances et Conditions - DNF : N'a pas terminé (did not finish) - DNS : N'a pas pris le départ (did not start) - DQ : Disqualification (disqualification) - NM : Aucun essai valable enregistré (No Mark) - Q : Qualifié « directement » au prochain tour (ou à la prochaine compétition), lors d'une compétition majeure, grâce au classement ou à la réalisation des minima (automatic qualifier) - q : Qualifié au prochain tour (ou à la prochaine compétition), lors d'une compétition majeure, grâce au repêchage ou à la réalisation de l'une des meilleures performances parmi celles des « non qualifiés directement » (grâce au meilleur temps ou à la meilleure distance par exemple) (secondary qualifier) |            |                              |       |                              |       |                              |       |

## Classement général
- Classement final[1] :

| Rang | Athlète                | Points |
| ---- | ---------------------- | ------ |
| 1    | Aleksandr Menkov       | 17     |
| 2    | Godfrey Khotso Mokoena | 7      |
| 3    | Sergey Morgunov        | 4      |